# Белые ночи (повесть)
«Бе́лые но́чи» — повесть русского писателя XIX века Фёдора Михайловича Достоевского, написанная в 1848 году.

## История создания
Повесть была написана Достоевским в сентябре-ноябре 1848 года. В это время Достоевский тесно сдружился с поэтом и писателем Алексеем Плещеевым, вместе с которым они состояли сначала в литературно-философском кружке Николая и Андрея Бекетовых, а позже и в кружке Михаила Петрашевского.
31 октября 1848 года было получено разрешение Петербургского цензурного комитета на публикацию повести. Впервые была напечатана в двенадцатом номере журнала «Отечественные записки» с посвящением Плещееву.
В дальнейшем повесть подверглась значительной переработке. В 1860 году при подготовке своего собрания сочинений Достоевский придал романтическим мотивам главного героя большую определённость путём переработки его монолога и включения в него пушкинских образов. Исследователи обращают внимание также на исключение вернувшимся с каторги писателем фразы: «Говорят, что близость наказания производит в преступнике настоящее раскаяние и зарождает иногда в самом зачерствелом сердце угрызения совести. Говорят, что это действие страха». Предполагается, что за годы каторги Достоевский перестал верить в данное утверждение. Были убраны и некоторые сентиментально-романтические фразы, такие как: «и залилась слезами», «подавляя слезы, которые готовы были хлынуть из глаз моих». В издании 1860 года посвящение Плещееву ещё сохранилось, в издании 1865 года оно уже было снято.

## Сюжет
Главный герой повести — мечтатель, одинокий и робкий человек. Белой ночью мечтатель случайно знакомится с девушкой Настенькой и влюбляется в неё, а она видит в нём родную душу, брата. Настенька рассказывает ему свою историю. Все свои ранние годы она прожила вместе со своей слепой бабушкой, попав к ней после смерти родителей. Бабушка не отпускала надолго от себя Настёну и пришпиливала её за платье булавкой к своему платью. Жизнь Насти была однообразной и невесёлой. Но всё изменилось, когда к ним приехал постоялец, который пожалел девушку. Настя влюбилась и собиралась уехать вместе с ним, однако мужчина был очень беден и пообещал вернуться через год. Истёк срок, и он в городе, она знает об этом, она ждёт, а он всё не является к ней и не отвечает на её письмо. Решив, что возлюбленный её бросил, Настенька решает ответить чувствам мечтателя. Однако внезапно встретив возлюбленного, Настя убегает от мечтателя и извиняется за предательство в письме. Главный герой прощает её и всё равно продолжает любить. Настенька — самое яркое событие в его жизни! А он — всего лишь опора в трудные минуты. Его счастье не состоялось, он вновь одинок.

## Главные герои
Главный герой повести — мечтатель. Тема мечтателя уже появлялась в творчестве Достоевского в его повестях «Хозяйка» и «Слабое сердце», а также в цикле фельетонов «Петербургская летопись», где газетная хроника «перерождалась в литературный жанр с характером исповеди». Достоевский считал появившийся тип мечтателя знамением его времени: «в характерах, жадных деятельности, жадных непосредственной жизни, жадных действительности, но слабых, женственных, нежных, мало-помалу зарождается то, что называют мечтательностию, и человек делается наконец не человеком, а каким-то странным существом среднего рода — мечтателем». Причиной появления подобного типа писатель считал отсутствие в России объединяющих общественных интересов и невозможность удовлетворить «жажду деятельности».
Исследователи творчества Достоевского отмечали, что четвёртый фельетон «Петербургской летописи» стал черновой версией «Белых ночей». Уже в этом произведении, за полтора года до создания «Белых ночей», вырисовывается психологический портрет мечтателя. Там же писатель приводит схожее описание петербургской летней природы, впервые появившееся ранее в третьем фельетоне. В дальнейшем мечтатель в творчестве Достоевского предстаёт результатом «разрыва с народом огромного большинства образованного нашего сословия». В героях его произведений 1860—1870-х годов можно разглядеть черты мечтателя, стремящегося найти действительную, живую жизнь.
Прототипом главного героя частично послужил сам Достоевский. В конце четвёртого фельетона «Петербургской летописи» писатель заметил: «…все мы более или менее мечтатели!». Позже он упоминал свои «золотые и воспаленные грезы», очищающие душу и необходимые художнику. Также в облике Мечтателя заметны черты Алексея Плещеева, с которым во время написания повести сдружился Достоевский. В исповеди Мечтателя исследователи творчества Достоевского отмечали некоторые мотивы плещеевской лирики. Среди литературных прототипов Мечтателя — гоголевский Пискарев из повести «Невский проспект», герои произведений Гофмана, с которыми Мечтателя объединяет неудовлетворенность окружающей жизнью и стремление уйти в идеальный мир.

## Отзывы и рецензии
В январе 1849 года в «Современнике» появился отзыв Александра Дружинина, в котором критик писал, что «Белые ночи» «выше „Голядкина“, выше „Слабого сердца“, не говоря уже о „Хозяйке“ и некоторых других произведениях, тёмных, многословных и скучноватых». По мнению Дружинина, идея произведения «и замечательна, и верна», а «мечтательство» характерно не только для жителей Петербурга. Целая «порода молодых людей» становится мечтателями «от гордости, от скуки, от одиночества». Важным недостатком повести Дружинин назвал поставленного вне отчетливо обозначенного места и времени Мечтателя, занятия и привязанности которого остаются неизвестными читателю. Критик писал, что «ежели б личность Мечтателя „Белых ночей“ была яснее обозначена, если б порывы его были переданы понятнее, повесть много бы выиграла». Также Дружинин обратил внимание на поспешность написания повести, «следы которой попадаются на каждой странице».
В своей рецензии в «Отечественных записках» Степан Дудышкин отнёс «Белые ночи» к лучшим произведениями 1848 года, отметив ведущую роль психологического анализа в творчестве Достоевского. Дудышкин писал: «Автора не раз упрекали в особенной любви часто повторять одни и те же слова, выводить характеры, которые дышат часто неуместной экзальтацией, слишком много анатомировать бедное человеческое сердце. В „Белых ночах“ автор почти безукоризнен в этом отношении. Рассказ лёгок, игрив, и, не будь сам герой повести немного оригинален, это произведение было бы художественно прекрасно».
В 1859 году в статье «И. С. Тургенев и его деятельность» Аполлон Григорьев упомянул и «Белые ночи», назвав повесть одним из лучших произведений школы «сентиментального натурализма». Тем не менее, по мнению критика, даже такое произведение не спасло жанр от кризиса.
После переиздания повести в 1860 году появились новые отзывы. В 1861 году Николай Добролюбов в статье «Забитые люди» высказал мнение, что в Мечтателе предвосхищены черты героя романа «Униженные и оскорблённые» — Ивана Петровича. Критик стремился пробудить в читателе сознание «человеческого права на жизнь и счастье», для чего дал ироничное толкование персонажей: «Я признаюсь — все эти господа, доводящие своё душевное величие до того, чтобы зазнамо целоваться с любовником своей невесты и быть у него на побегушках, мне вовсе не нравятся. Они или вовсе не любили, или любили головою только. Если же эти романтические самоотверженцы точно любили, то какие же должны быть у них тряпичные сердца, какие куричьи чувства!». В том же году краткие положительные отзывы о повести появились в «Сыне отечества» и «Северной пчеле».
Высоко оценила повесть писательница Евгения Тур в статье для «Русской речи» в 1861 году, назвав произведение «одним из самых поэтических» в русской литературе, «оригинальным по мысли и совершенно изящным по исполнению». В начале 1880-х годов художественные достоинства повести были отмечены Николаем Михайловским.

## Художественные особенности
В повести заметны пушкинские мотивы, особенно после переработки произведения в 1860-х годах. Так, главный герой в своей исповеди упоминает «Египетские ночи» и «Домик в Коломне». В начале 1860-х годов Достоевский тщательно изучал роль Пушкина в русской культуре, называя его «могущественным олицетворением русского духа и русского смысла», а «Египетские ночи» — «величайшим художественным произведением в русской литературе», «самым полным, самым законченным произведением нашей поэзии». Атмосфера «Медного всадника» и «Домика в Коломне» прослеживается в самом образе одинокого интеллигентного героя, чужого в большом шумном городе, в рассказе Настеньки, в описании Петербурга.

## Адаптации

### Музыка
- 1967 — камерная опера «Белые ночи», композитор Юрий Буцко[8].
- 1984 — опера «Белые ночи», композитор Станойло Раичич.
- 2015 — опера «Белые ночи», композитор Евгений Кармазин[9].

### Театр
- 1994 — «Белые ночи» (по мотивам повести Ф. Достоевского и произведений Гофмана), реж. Григорий Дитятковский, ТЮЗ им. Брянцева
- 2003 — «Белые ночи», реж. Николай Дручек, Мастерская Петра Фоменко[10]
- 2006 — «Белые ночи», реж. Наталья Мильченко, Лаборатория драматического искусства им. Михаила Чехова (Екатеринбург)
- 2006 — «Белая ночь», реж. Олег Куликов, Молодёжный театр на Фонтанке[11]
- 2007 — «Белые ночи», реж. Марина Брусникина, Школа-студия МХАТ им. Чехова[12]
- 2008 — «Белые ночи», реж. Никита Кобелев, Театр-студия «Ключ» (Набережные Челны)[13]
- 2009 — «Мечтатель, или Черные комедии белых ночей» (по мотивам произведений Ф. Достоевского), реж. Владимир Воробьев, Камерный театр Владимира Малыщицкого[14]
- 2011 — «Белые ночи», реж. Иван Гертнер, Дайрин Экзю, Театр-студия «Пилигрим» (Германия)[15]
- 2011 — «Белые ночи», реж. Ксения Раввина, Высшая школа музыки и сценических искусств (Франкфурт-на-Майне)
- 2011 — «Белые ночи», реж. Дидье Вэй, Театр Эпилога (Франция)[16]
- 2016 — «Белые ночи», реж. Наталья Николаева, Рыбинский драматический театр
- 2019 — «Белые ночи», реж. Эдгар Закарян, Большой драматический театр имени Г. А. Товстоногова

### Кино
- 1934 — Петербургская ночь, реж. Григорий Рошаль, Вера Строева (СССР)
- 1957 — Белые ночи (ориг. Le notti bianche), реж. Лукино Висконти (Италия)
- 1957 — Белые ночи / Noites Brancas, реж. Луис Галлон (эпизод сериала Великий театр Тупи[порт.]) (Бразилия)
- 1958 — Белые ночи, реж. Мераб Джалиашвили (СССР)
- 1959 — Белые ночи, реж. Иван Пырьев (СССР)
- 1960 — Обманщик[англ.], реж. Манмохан Десаи[англ.] (Индия)
- 1962 — Белые ночи (ТВ) (ориг. Le notti bianche), реж. Витторио Коттафави[итал.],(Италия)
- 1964 — Белые ночи (ориг. Helle Nächte) (ТВ), реж. Вильгельм Земмельрот[нем.](ФРГ)
- 1964 — Белые ночи (ориг. Noches blancas) (ТВ), эпизод сериала «Роман» (Испания)
- 1971 — Четыре ночи мечтателя (ориг. Quatre nuits d’un reveur), реж. Робер Брессон (Франция, Италия)
- 1973 — Белые ночи (ТВ) / Noites Brancas — фильм Збигнева Зембиньского[порт.] (Бразилия)[17]
- 1981 — Белые ночи / Λευκές Νύχτες (ТВ) реж. Стелиос Раллис (эпизод сериала «Театр по понедельникам» (Греция)
- 1987 —'Белые ночи. Сентиментальный роман из воспоминаний мечтателя (ТВ), режиссёры Владимир Головин, Андрей Андреев (СССР)
- 1992 — Белые ночи, реж. Леонид Квинихидзе (Россия)
- 2001 — В ночи / V noci, режиссёр Марта Новакова (Чехия)
- 2003 — Белые ночи / شب‌های روشن , реж. Фарзад Мотамен[англ.] (Иран)
- 2003 — Iyarkai[англ.], реж. S. P. Jananathan[англ.] (Индия)
- 2005 —Белые ночи / White Nights, реж. Алана Сильвера[англ.] (США)
- 2006 — Шаг за шагом (ориг. Ahista Ahista), реж. Шивам Наир (Индия)
- 2007 — Возлюбленная (ориг. Saawariya), реж. Санджай Лила Бхансали (Индия)
- 2008 — Любовники (ориг. Two Lovers), реж. Джеймс Грэй (США)
- 2009 — Кафе Нуар, реж. Юнг Сон-иль (Южная Корея)
- 2009 — Белые ночи /Le notti bianche, реж. Кристиан Патане (Италия)
- 2009 — Соблазнитель / The Seducer, реж. Джонс С. Кох (США)
- 2011 — Венецианские вечера / Venice Shore Nights, реж. Тимоти Уэлш (США)
- 2014 — Как ни странно, влюблены / Strangely in Love, реж. Амин Матальга (США)
- 2014 — Приключение, реж. Нариман Туребаев (Казахстан)
- 2017 — Белые ночи, реж. Татьяна Воронецкая, Андрей Богатырёв (Россия)

Фильм «Белые ночи» (1985) режиссёра Тейлора Хекфорда к повести Достоевского отношения не имеет.

### Радио
- 1980 — «Белые ночи», радиоспектакль Алексея Баталова

В разные годы повесть исполняли на радио Мария Петрова, Николай Персиянинов, Георгий Тараторкин.